# YOUnison 15→
『YOUnison 15→』（ユニゾン フィフティーン）は、2019年7月31日にLantisから発売された橋本みゆきの7枚目のベスト・アルバム。

前作『橋本みゆき「咲-Saki-」Best Album 〜Anthology〜』から約5年1ヶ月ぶりのリリース。
デビュー15周年を記念したベスト・アルバム。2012年以降の楽曲を収録

## 収録曲
Disc 1
1. AI DO. [4:07][1]
作詞：畑亜貴、作曲・編曲：nyanyannya(Team.ねこかん[猫])
  - テレビアニメ『百花繚乱 サムライブライド』オープニングテーマ
2. こころに響く恋ほたる [4:41][1]
作詞：石川泰、作曲・編曲：宝野聡史
  - PCゲーム『アマツツミ』オープニングテーマ
3. Blooming shiny days [4:12][1]
作詞：橋本みゆき、作曲・編曲：@Jin
  - テレビアニメ『サークレット・プリンセス』佐々木優佳イメージソング
4. Love Slave [4:30][1]
作詞：西又葵、作曲：アッチョリケ
  - PCゲーム『月に寄りそう乙女の作法2』挿入歌
5. BLOOM [4:46][1]
作詞：西又葵、作曲：十二十、編曲：十二十＆M.A.I.
  - PCゲーム『SPIRAL!!』オープニングテーマ
6. さくらシンクロニシティ [3:42][1]
作詞：松島詩史、作曲・編曲：友永香鈴
  - PCゲーム『さくらシンクロニシティ』オープニングテーマ
7. アオイトリ [5:25][1]
作詞：石川泰、作曲・編曲：山口たこ
  - PCゲーム『アオイトリ』オープニングテーマ
8. Circle-Lets Friends! -Miyuki Hashimoto Ver.- [3:58][1]
作詞：em:óu、作曲・編曲：黒須克彦
  - テレビアニメ『サークレット・プリンセス』エンディングテーマ

※橋本みゆきのソロバージョン
9. 幻想楼閣 [4:49][1]
作詞：石川泰、作曲・編曲：田中俊裕
  - PCゲーム『ハピメア -Fragmentation Dream-』オープニングテーマ
10. 季節を抱きしめて ～blooming white love～ [5:49][1]
作詞：山本美禰子、作曲・編曲：野崎心平
  - PCゲーム『アストラエアの白き永遠』エンディングテーマ
11. SHINY MOON [5:11][1]
作詞：西又葵、作曲：アッチョリケ、編曲：藤田宣久
  - PCゲーム『月に寄りそう乙女の作法』挿入歌
12. UPDATE:SHINE [3:58][1]
作詞：松井洋平、作曲・編曲：酒井陽一
  - PS Vitaゲーム『咲-Saki- 全国編』オープニングテーマ
13. HEAT:Moment [4:03][1]
作詞：橋本みゆき、作曲・編曲：黒須克彦
  - テレビアニメ『サークレット・プリンセス』オープニングテーマ
14. TRUE GATE [4:14][1]
作詞：畑亜貴、作曲・編曲：酒井拓也(Arte Refact)
  - テレビアニメ『咲-Saki- 全国編』エンディングテーマ

Disc 2
1. トキメキ☆Emotion [4:38][1]
作詞：PHA、作曲：hikaru、編曲：山口朗彦
  - PS4/Nintendo Switch用ゲーム『ネコぱら Vol.2 姉妹ネコのシュクレ』新オープニングテーマ
2. UN-DELAYED [4:15][1]
作詞：畑亜貴、作曲：fandelmale(Arte Refact)、編曲：fandelmale・酒井拓也(Arte Refact)
  - テレビアニメ『ワルキューレロマンツェ』オープニングテーマ
3. Merry?Merry?Merry! [4:06][1]
作詞：橋本みゆき、作曲：原田篤(Arte Refact)、編曲：酒井拓也(Arte Refact)
  - PCゲーム『D.C.III P.P. 〜ダ・カーポIII プラチナパートナー〜』挿入歌
4. i:Drive [4:26][1]
作詞：石川泰、作曲・編曲：山口たこ
  - PCゲーム『リアライブ』オープニングテーマ
5. BREEZE [3:40][1]
作詞：桑島由一、作曲・編曲：中山真斗(Elements Garden)
  - PCゲーム『グリザイアの楽園』プロローグエンディングテーマ
6. Blessing bloom [5:27][1]
作詞：榊原ゆい、作曲・編曲：菊田大介(Elements Garden)
  - PCゲーム『はぴねす!2 Sakura Celebration』プロローグエンディングテーマ
7. Dream Bridge [4:04][1]
作詞：西又葵、作曲：アッチョリケ、編曲：中土智博
  - Cゲーム『乙女理論とその後の周辺』挿入歌
8. Happy Sensation [4:16][1]
作詞：rino、作曲：yozuca*、編曲：Scuderia K
  - PCゲーム『D.C.II Dearest Marriage ～ダ・カーポII～ ディアレストマリッジ』第2章オープニング
9. Dive into… [4:03][1]
作詞：橋本みゆき、作曲・編曲：母里治樹(Elements Garden)
  - PCゲーム『サークレット・プリンセス』主題歌
10. 恋のパレード [5:06][1]
作詞：澄田まお、作曲・編曲：折倉俊則
  - PCゲーム『Amenity's Life』スペシャルソング
11. 5分前の恋心 [4:44][1]
作詞：石川泰、作曲・編曲：田中俊裕
  - PCゲーム『クロノクロック』オープニングテーマ
12. 初恋サンカイメ [4:26][1]
作詞：天ヶ咲 麗(solfa)、作曲：iyuna+橋咲透(solfa)、編曲：橋咲透(solfa)
  - PCゲーム『初恋サンカイメ』オープニングテーマ
13. New SPARKS! [3:52][1]
作詞：畑亜貴、作曲・編曲：fandelmale(Arte Refact)
  - テレビアニメ『咲-Saki- 全国編』オープニングテーマ
14. YOUnison [4:16][1]
作詞・作曲：橋本みゆき、作編曲：鈴木マサキ
  - 新曲